# 日比平和祈念公園
日比平和祈念公園（にっぴへいわきねんこうえん）は、フィリピンのバギオにある日本庭園。バギオ・センティニアル・パーク（Baguio Centennial Park、2009年9月1日にバギオ植物公園から改称）内にある。

## 概要
庭園内は、地蔵通りや茶屋等の日本的な環境が演出されているほか、旧日本軍が掘削したとされる全長130メートルに及ぶトンネルが存在する。トンネル内は30もの部屋に分かれ、当時のままの姿で残っている。以前は内部に明かりがないため、訪問時には懐中電灯の持参が必要であったが、その後足元に電灯が設置された。
同トンネルは、戦後長年に渡って放置されてきたが、地元の日本人会である、バギオ日本人会茂木百壽監修のもとに整備され、バギオ市によって運営されている。
座標: 北緯16度24分56秒 東経120度36分53秒 / 北緯16.41556度 東経120.61472度